# Thailändische Badmintonmeisterschaft 1968
Die Thailändische Badmintonmeisterschaft 1968 fand in Bangkok statt. Es war die 17. Austragung der nationalen Meisterschaften von Thailand im Badminton.

## Titelträger
| Disziplin    | Sieger                               |
| ------------ | ------------------------------------ |
| Herreneinzel | Sangob Rattanusorn                   |
| Dameneinzel  | Pachara Pattabongse                  |
| Herrendoppel | Chavalert Chumkum Sangob Rattanusorn |
| Damendoppel  | Pachara Pattabongse Boopha Kaenthong |
| Mixed        | Bandid Jaiyen Pachara Pattabongse    |

Anmerkungen
Die genannten Quellen listen im Dameneinzel und im Mixed unterschiedliche Sieger. Das Handbook führt Thongkam Kingmanee im Dameneinzel sowie Chirasak Champakao und Sumol Chanklum im Mixed als Meister.

## Referenzen
- Annual Handbook of the International Badminton Federation, London, 28. Auflage 1970, S. 297–298.
- badmintonthai.or.th (Memento vom 27. März 2009 im Internet Archive)